# Maechidius
Maechidius är ett släkte av skalbaggar. Maechidius ingår i familjen Melolonthidae.

## Dottertaxa tillMaechidius, i alfabetisk ordning[1]
- Maechidius aenescens
- Maechidius algonus
- Maechidius amanus
- Maechidius angusticeps
- Maechidius antennalis
- Maechidius aroae
- Maechidius arrowi
- Maechidius ater
- Maechidius atratus
- Maechidius brevis
- Maechidius caesius
- Maechidius calabyi
- Maechidius capitalis
- Maechidius caviceps
- Maechidius cavus
- Maechidius chadwicki
- Maechidius charaxus
- Maechidius clypealis
- Maechidius coelus
- Maechidius conspicuus
- Maechidius corrosus
- Maechidius crassifrons
- Maechidius crenaticollis
- Maechidius davidsoni
- Maechidius emarginatus
- Maechidius esau
- Maechidius eutermiphilus
- Maechidius excisicollis
- Maechidius excisus
- Maechidius fissiceps
- Maechidius fraterculus
- Maechidius froggati
- Maechidius geminus
- Maechidius gibbicollis
- Maechidius gressitti
- Maechidius hackeri
- Maechidius hirtipes
- Maechidius hopeanus
- Maechidius hoplocephalus
- Maechidius humeralis
- Maechidius insularis
- Maechidius interruptocarinatus
- Maechidius jobiensis
- Maechidius kanallus
- Maechidius kiwanus
- Maechidius konandus
- Maechidius kurantus
- Maechidius lateripennis
- Maechidius latus
- Maechidius lineatopunctatus
- Maechidius lobaticeps
- Maechidius longitarsus
- Maechidius macleaynus
- Maechidius major
- Maechidius mellyanus
- Maechidius metellus
- Maechidius milkappus
- Maechidius milneanus
- Maechidius modicus
- Maechidius moluccanus
- Maechidius muticus
- Maechidius nanus
- Maechidius occidentalis
- Maechidius olor
- Maechidius ordensis
- Maechidius papuanus
- Maechidius parallelicollis
- Maechidius parandus
- Maechidius parvulus
- Maechidius paupianus
- Maechidius pauxillus
- Maechidius pedarioides
- Maechidius pellus
- Maechidius pilosus
- Maechidius proximus
- Maechidius puncticollis
- Maechidius pygidialis
- Maechidius raucus
- Maechidius relictus
- Maechidius rufus
- Maechidius rugicollis
- Maechidius rugosicollis
- Maechidius rugosipes
- Maechidius savagei
- Maechidius sculptipennis
- Maechidius seriepunctatus
- Maechidius serigranosus
- Maechidius serratus
- Maechidius setosellus
- Maechidius setosus
- Maechidius simplex
- Maechidius sordidus
- Maechidius spurius
- Maechidius squamipennis
- Maechidius stradbrokensis
- Maechidius sturnus
- Maechidius subcostatus
- Maechidius tarsalis
- Maechidius tibialis
- Maechidius tridentatus
- Maechidius tumidifrons
- Maechidius variolosus
- Maechidius vicinus
- Maechidius wilsoni
- Maechidius woodlarkianus